# Circuitos integrados de gestión de energía

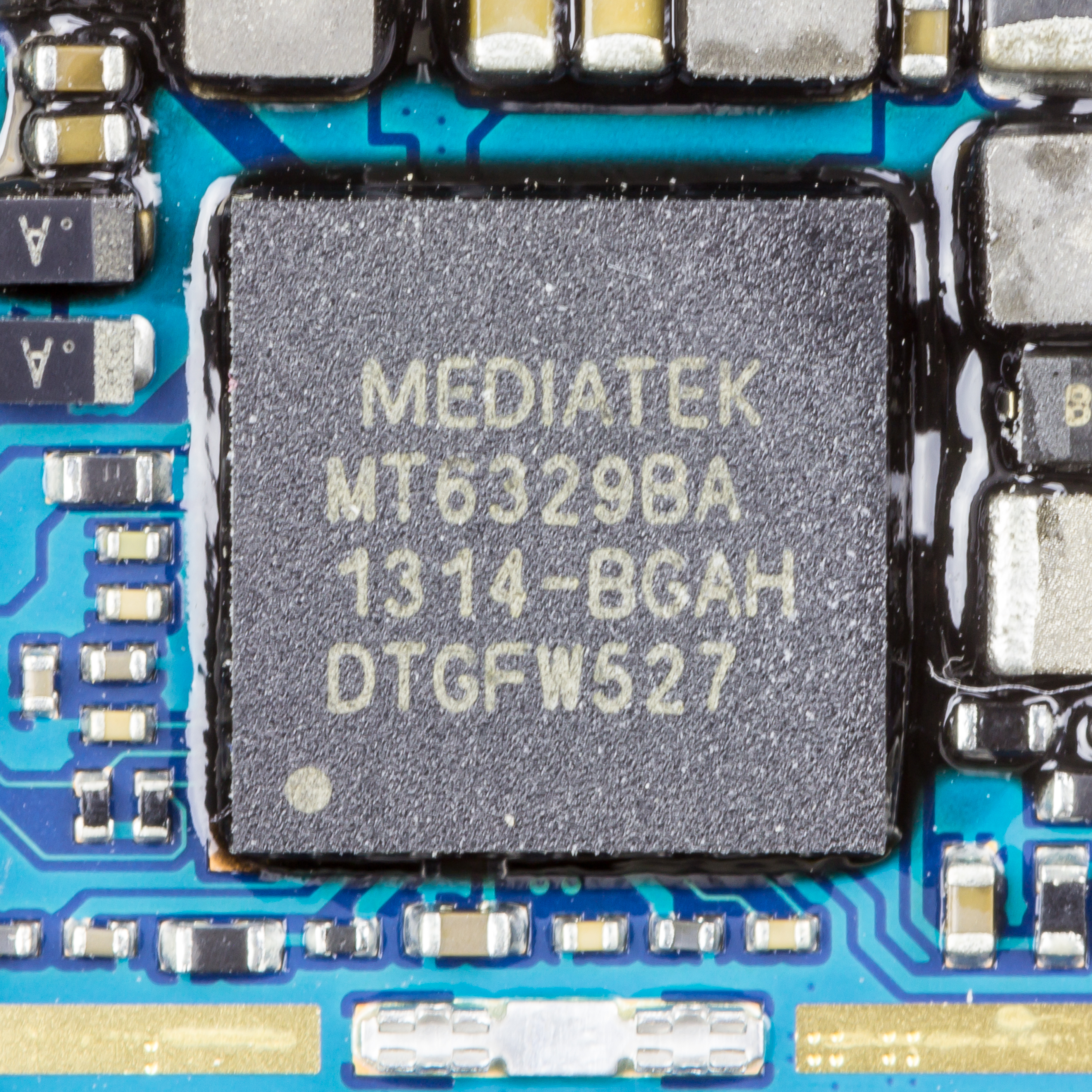
MediaTek MT6329BA en un teléfono celular LG

Los circuitos integrados de gestión de energía o de potencia (PMICs del inglés "power management integrated circuits"), como su nombre lo indica, son circuitos integrados dedicado a la gestión de la energía de un sistema electrónico. A pesar de que el término PMIC se refiere a una amplia gama de chips (o módulos en dispositivos System on Chip), la mayoría incluye múltiples convertidores DC/DC o su sección de control. Un PMIC es a menudo incluido en dispositivos operados por batería como teléfonos celulares y reproductores de medios portátiles a disminución la cantidad de espacial requirió.

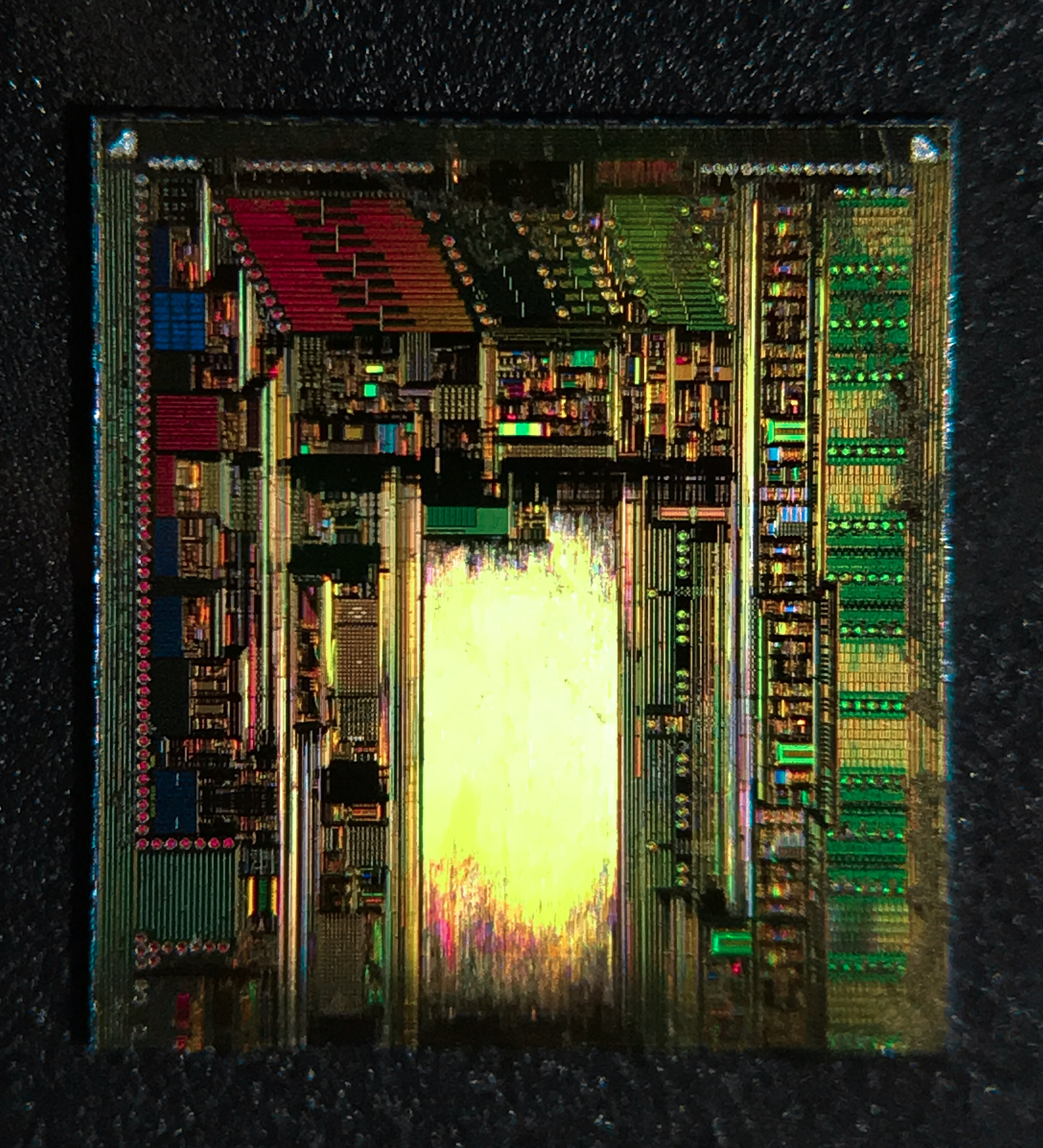
Un PMIC 338S1164 de Apple, fabricado por Dialog Semiconductors.

## Descripción general
El término PMIC se refiere a una clase de circuito integrado que realiza varias funciones relacionadas con requerimientos de energía. Un PMIC puede cumplir una o más de las siguientes funciones:
- Conversión DC-DC
- Carga de batería
- Selección de fuente de energía
- Escalado dinámico de voltaje
- Secuenciación de fuentes de alimentación
- Supervisión de voltaje
- Protección contra sobre y bajo voltaje

Los CIs de gestión de energía son dispositivos de estado sólido que controlan el flujo y la dirección de la energía eléctrica. Muchos dispositivos eléctricos tienen múltiples voltajes internos (5 V, 3.3 V, 1.8 V, etc.) y fuentes de alimentación externas (energía de red, batería, etc.), lo que significa que el diseño de la alimentación del dispositivo tiene múltiples requisitos de operación.
Si bien el término PMIC puede referirse a cualquier chip con una función individual relacionada con la energía, generalmente se utiliza con aquellos CIs que incorporan más de una función. Incorporando estas funciones en un CI, pueden realizarse numerosas mejoras al diseño global, como mejor eficiencia de conversión, menores dimensiones de la solución, y mejor disipación de calor.

## Fabricantes
Samsung Semiconductor, Ricoh Electronic Devices, STMicroelectronics, Infineon Technologies AG, Intel, Marvell Semiconductor, Qualcomm, MediaTek, IXYS, Freescale Semiconductor, Dialog Semiconductor, Silicon Mitus, Exar, International Rectifier, Intersil, Cypress Semiconductor, Maxim Integrated Products, Linear Technology, Renesas Electronics, Rohm Semiconductor, ON Semiconductor, Texas Instruments, y Asahi Kasei Microdevices son algunos de los muchos fabricantes de PMICs.